# Linia kolejowa Dessau – Gohrau-Rehsen
Linia kolejowa Dessau – Gohrau-Rehsen – niezelektryfikowana jednotorowa i lokalna linia kolejowa w Niemczech, w kraju związkowym Saksonia-Anhalt. Biegnie od Dessau przez Oranienbaum do Wörlitz, a odcinek do Gohrau-Rehsen został zamknięty w 1968 roku. Za obsługę i zarządzanie na linii odpowiedzialny jest Dessauer Verkehrs- und Eisenbahngesellschaft (DVE), który uruchamia pociągi turystyczne na szlaku.
Linia kolejowa jest sklasyfikowana jako zabytek kultury i jest chroniona prawnie.